# Beeldenstorm (televisieprogramma)
Beeldenstorm was een Nederlands televisieprogramma van de AVRO over kunst dat tussen 1990 en 2006 werd uitgezonden. Het werd gepresenteerd door kunsthistoricus Henk van Os.
Het doel van Van Os met het programma was om kijkers die nog nooit naar een museum geweest waren hiervoor te interesseren of warm te maken. Oorspronkelijk werd het programma opgezet om de belangrijkste werken van het Rijksmuseum Amsterdam, dat door zijn toedoen een groot aantal extra bezoekers kreeg, onder de aandacht te brengen. Vanaf 2000 werd er ook aandacht besteed aan musea buiten Nederland.
Van Os verklaarde na stopzetting van het programma dat hij er niet aan zou begonnen zijn als hij niet een potje armdrukken gewonnen had van toenmalig VARA-voorzitter Marcel van Dam.